# Andy Ogles
William Andrew Ogles IV dit Andy Ogles, né le 18 juin 1971 à Nashville, est un homme politique d'extrême droite américain. Membre du Parti républicain, il est élu du Tennessee à la Chambre des représentants des États-Unis depuis 2023.

## Biographie
De 2018 à 2022, Andy Ogles est maire du comté de Maury dans le Tennessee.
Il est élu représentant le 8 novembre 2022 pour le 5e district du Tennessee avec 55,84 % des voix. Il est réélu le 5 novembre 2024 par 56,85 % des voix contre 39, 47 % pour la démocrate Maryam Abolfazli.